# ヨークの戦い
ヨークの戦い（英: Battle of York）は、米英戦争2年目の1813年4月27日、オンタリオ湖の北西岸、アッパー・カナダのヨーク（現在のカナダのオンタリオ州トロント）で起きた戦闘である。
海軍戦隊に支援されたアメリカ陸軍が湖岸の西で上陸し、イギリス軍守備隊を破って砦と造船所を占領した。撤退するイギリス軍が火薬庫を爆破したときに、この陸軍を率いていたゼブロン・パイク准将を含め、アメリカ軍は大きな損失を出した。
その後、アメリカ軍は町から撤退する前に放火や略奪などを行った。ヨークの町自体は軍事戦略的にキングストンほど重要な標的ではなかったので、アメリカ軍が勝利しても戦略的には大した結果に繋がらなかった。キングストンの町はイギリス軍の武装艦船が基地にしていた。

## 背景
アッパー・カナダ植民地首都のヨークはオンタリオ湖の北岸にあった。米英戦争のとき、この湖はアッパー・カナダとアメリカの前線であり、ケベック市から西部にある軍隊や前進基地へのイギリス軍供給線では重要部でもあった。開戦時のイギリス軍はプロビンシャル・マリーンと呼ぶ小さな海軍戦隊があり、それによってイギリスはオンタリオ湖とエリー湖を支配していた。このことで、アッパー・カナダのイギリス軍を指揮するアイザック・ブロック少将は、1812年にその小勢の部隊を脅威のある地点に素早く動かし、連携の取れていないアメリカ軍の攻撃を個別に撃破するということを何度か可能にしてきていた。
アメリカ海軍はアイザック・チョウンシー代将を指名してオンタリオ湖の支配権を奪取するよう指示していた。チョウンシーはニューヨーク州サケッツ港で、湖内にすでにあったスクーナー数隻を購入して武装させ、またこの目的のために戦闘艦の建造を命じて、戦闘艦の戦隊を作り上げた。しかし、冬が始まって決戦を挑むことができなかったので、両軍の戦隊共に氷で港に閉じこめられていた。イギリス軍はアメリカ海軍戦隊に対抗するために、キングストンでスループ・オブ・ウォー1隻を建造させ、ヨークの造船所でも同様の手配をした。この艦は1812年10月のクィーンストン・ハイツの戦いで戦死したアイザック・ブロック少将に因み、HMSサー・アイザック・ブロックと命名された。

## アメリカ軍の作戦
1813年1月13日、ジョン・アームストロング・ジュニアがアメリカ合衆国陸軍長官に指名された。アームストロングは軍人としての経験があり、直ぐにオンタリオ湖の情勢を評価し、新たな作戦を立てて、7,000名の正規兵による部隊を4月1日にサケッツ港に集結させることにした。この部隊はチョウンシーの戦隊と協業し、セントローレンス川の氷が溶けてそこそこの援軍がアッパー・カナダに送り込まれる前に、キングストンを占領することを目指した。キングストンを奪い、その海軍造船所と共にプロビンシャル・マリーンの艦船大半を破壊すれば、キングストンより西にいるイギリス軍は維持できたとしても脆弱なものになるはずだった。キングストンを占領した後では、ヨークの基地やナイアガラ川河口にあるジョージ砦の占領も可能だった。
アームストロングは2月にニューヨーク州オールバニで、北方方面軍司令官ヘンリー・ディアボーン少将と協議した。ディアボーンとチョウンシーの2人ともこの時点でアームストロングの作戦に合意したが、その後考え方を変えた。その月、イギリス領カナダ軍政府司令官ジョージ・プレボスト中将は、凍ったセントローレンス川を遡ってアッパー・カナダを訪問した。ブロックを引き継いでアッパー・カナダ副総督となったロジャー・ヘイル・シーフ少将が病気になり、その様々な任務を遂行できない状態だったので、この訪問は必要だった。プレボストは僅かな援軍分遣隊を伴っただけであり、その途中でオグデンズバーグの戦いにも参戦した。それでもチョウンシーとディアボーンは、プレボストがアッパー・カナダに到着したことが、サケッツ港へのイギリス軍による攻撃が差し迫っている兆候と考え、キングストンには今や6,000名以上の正規兵守備隊が集まっていると報告した。
プレボストは間もなくローワー・カナダに戻り、イギリス軍の脱走兵やカナダのアメリカ寄り市民がキングストン守備隊の真の勢力は正規兵600名と民兵1,400名に過ぎないと報告しても、チョウンシーとディアボーンは以前の過大に評価した数字しか受け入れなかった。さらにゼブロン・パイク准将が指揮する2個旅団が、ニューヨーク州プラッツバーグから冬季の大変な行軍をしてサケッツ港の部隊を補強した後でも、病気や体調不良のために有効な勢力は計画された7,000名に遙かに届かなかった。3月の間、チョウンシーとディアボーンはアームストロングに、湖の氷が溶ければ、キングストンよりも防御が少ないヨークの町を攻撃すべきと提案した。ヨークを占領すれば、ジョージ砦への攻撃を行うことになっていた。
ヨークはアッパー・カナダ植民地首都だったが、軍事的な標的としてはキングストンの重要性に遙かに劣っていた。このときワシントンD.C.に戻っていたアームストロングは、ディアボーンが現地の情報を良く掴んでいるであろうから、作戦変更を黙認するしかなかった。ジョン・R・エルティングのような歴史家が、このことでアームストロングの当初戦略を実質的に裏返すことになったと指摘している。また、アメリカ軍の大半をオンタリオ湖の西端に移動させることで、ローワー・カナダから到着するイギリス軍援軍からの攻撃に対して、サケッツ港が脆弱な状態のままとしてしまった。

## 戦闘

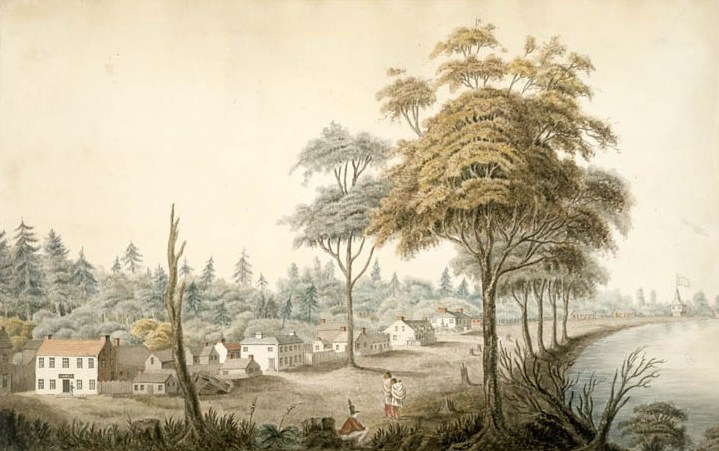
ヨークのフロント通り、1804年の絵

アメリカ軍は1813年4月26日にヨークの沖合に現れた。チョウンシーの戦隊は全装コルベット1隻、ブリッグ1隻とスクーナー12隻だった。ゼブロン・パイク准将の指揮で乗り組んだ陸兵は1,600名から1,800名であり、主に第6、第15、第16アメリカ歩兵連隊とアメリカ第3砲兵連隊（歩兵として戦う）から編成されていた。全体指揮官のディアボーンは、戦闘中もコルベットのUSSマディソンに留まっていた。
ヨークの守備隊は、町からすぐ西にある砦であり、その近くの「総督邸砲台」には12ポンド砲2門が据えられていた。1マイル (1.6 km) 西には仕上げも粗い「西砲台」があり時代遅れの18ポンド砲2門が置かれた。これらの砲は先の戦争で使われた古いものであり、砲耳を外して使用不能にしていたが、荒削りの木製の砲架を付けられ、発砲できる状態になっていた。さらに西にはルイエ砦の廃墟と、使わなくなっていた砦の「半月砲台」があったが、どちらも使っていなかった。アッパー・カナダ副総督のシーフ少将はヨークにあって、公務を処理していた。その配下には正規兵4個中隊があるだけだった。民兵が招集されたが、短時間ではヨーク第1および第3連隊の300名が集められるだけだった。その地域には約40名ないし50名のインディアン（ミシサガ族とオジブワ族）も居た。
4月27日早朝、アメリカ軍ボート隊第一波で、アメリカ第1ライフル銃連隊ベンジャミン・フォーサイス少佐の中隊を運び、町の西4マイル (6.4 km) で上陸した。これをチョウンシー戦隊のスクーナーがぶどう弾を放って支援した。シーフはどこでアメリカ軍が上陸するか予測できなかったので、フォーサイスの部隊はインディアン代理人ジェイムズ・ギビンスが率いた少数のインディアンの抵抗を受けただけだった。ギビンスの部隊は頑強に抵抗した後、側面を衝かれ森の中に後退した。シーフはグレンガリー軽装歩兵隊にインディアンを支援する命令を出していたが、カナダ民兵隊副参謀のイーニアス・ショー少将に間違った指示をされて町の外で道に迷っていた。ショーは民兵の幾らかを率いてダンダス通りの北に進み、アメリカ軍による幅広い側面攻撃を防ごうとしていた。
パイク将軍に伴われてアメリカ軍歩兵がさらに3個中隊上陸したときに、イギリス軍第8歩兵連隊の擲弾兵中隊が銃剣を付けて突撃を掛けてきた。この擲弾兵は既に数で劣勢であり、大きな損失を出して撃退された。パイクは小隊ごとに前進を命じ、これを6ポンド野砲2門で支援させたので、シーフのイギリス兵2個中隊（第8歩兵連隊の別の中隊とロイヤル・ニューファンドランド連隊の中隊）も着実に後退させられた
イギリス軍は西砲台周辺で再結集しようとしたが、砲台の移動用マガジン（爆薬筒を入れた持ち運びできる箱）が明らかな事故の結果として爆発した。このことで20名の戦死を含むさらに大きな損失を出し、正規兵の間に混乱が生じたので、砦の北の民兵が隊形を作っている谷に後退した。一方、チョウンシーのスクーナー隊は大半が24ポンド砲あるいは32ポンド砲の長射程砲を搭載しており、砦と総督邸砲台に向けて艦砲射撃を行った。チョウンシー自身は小さなボートから指揮を行っていた。イギリス軍の反撃は効果が無かった。

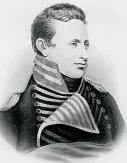
ゼブロン・パイク

シーフはこの戦闘に負けたと判断し、正規兵に撤退を命じ、追撃を避けるために町の東、ドン川に架かる木橋に火を付けさせた。民兵と町の著名人数人は「町の通りで羊の群のように立ち止まって」残った。シーフは民兵にできる限り時間を稼ぐよう指示したが、民兵の上級士官や議会役人の誰にも、ニューファンドランド連隊のティトー・レリエブル大尉を派遣して、造船所で建造中のスループ・オブ・ウォーHMSサー・アイザック・ブロックに火を付け、砦の火薬庫を爆破するよう指示したことを伝えていなかった。
砦の火薬庫が爆発したとき、パイクとアメリカ軍の先導隊が僅か200ヤード (180 m) 離れていただけであり、もっと近かったかもしれない。策略として軍旗を砦に翻させたままだったので、パイクは捕虜を尋問して守っている兵がどのくらいいるかを聞いていた。パイクは爆発で飛んできた石や瓦礫が当たって致命傷を負った。この爆発でアメリカ兵38名が死に、222名が負傷した。

## 損失
この戦闘全体でアメリカ軍の損失の公式記録は、陸軍が戦死52名、負傷254名、海軍が戦死3名、負傷11名と報告され、総計で戦死55名、負傷265名となった。
イギリス軍のシーフによる公式報告書では、戦死59名、負傷34名、負傷後の捕虜43名、捕虜10名、不明7名となっており、合計153名だった。しかし、歴史家のロバート・マルコムソンは、この報告が不正確だと言っている。これには民兵、水兵、造船所の工員あるいはインディアンが含まれておらず、正規軍の損失としても不正確である。マルコムソンはイギリス軍の実際の損失が、戦死82名、負傷43名、負傷後の捕虜69名、捕虜274名、不明7名、合計475名と明示して見せた。

## 降伏
民兵第3ヨーク連隊のウィリアム・チューウェット大佐とウィリアム・アレン少佐が降伏の調整をしようとしており、これをアッパー・カナダの検事総長代行ジョン・ビバリー・ロビンソン大尉が支援した。この手続きには時間を要した、アメリカ軍はその受けた損失について怒っており、特に降伏のための交渉後に破壊されるべき艦船や砦の破壊が既に始まっていたと考えたからだった。それでもアメリカ第3砲兵隊のミッチェル大佐は条件に合意した。彼等がディアボーンとチョウンシーの批准を待っている間に、降伏した民兵は小要塞に捕虜として囚われ、食事も無く、数人の負傷者に対する手当も無かった。アメリカ第1ライフル銃隊のフォーサイス中隊が町の警護として残された。この時点でアメリカ兵はほとんど町に入っていなかった。

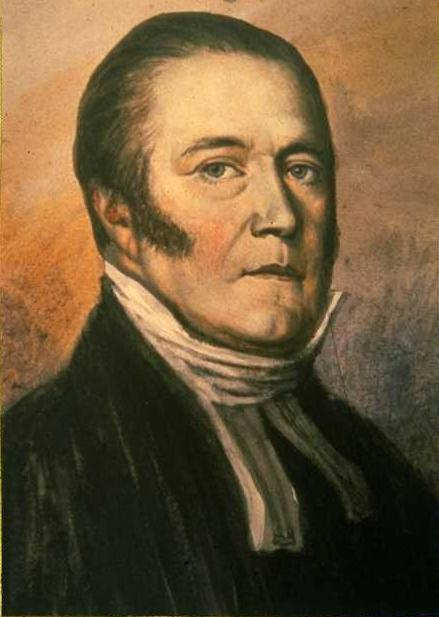
ジョン・ストラチャン牧師

翌朝、ディアボーンがコルベットUSSマディソンを離れることを拒否したために、降伏条件がまだ批准されていない状態だった。ディアボーンが下船したとき、ジョン・ストラチャン牧師（当時ヨークの教区牧師である以外に公式の役職を持っていなかった）がまずぶっきらぼうに直ちに降伏条件書に署名するよう強制し、続いてチョウンシーには降伏が遅れたことでアメリカ兵が激しい怒りのままに行動することを許したと、面と向かって非難した。最終的にディアボーンは正式に降伏条件書に同意した。アメリカ軍は造船所を占領し、修繕中でお粗末な状態にあったブリッグのHMSデューク・オブ・グロスターと24ポンドカロネード砲20門、さらにエリー湖のイギリス戦隊に送られるはずだった物資を捕獲した。HMSサー・アイザック・ブロックは引き揚げられない状態だった。大砲16門搭載の全装艦船プリンス・リージェントはアメリカ軍が来る2日前に軍需品を集めるためにキングストンに向けて出港していたので、捕まえられなかった。アメリカ軍は軍票で数千ポンドも要求した。それはアッパー・カナダの収入役プリドー・セルビーが保管していたが、セルビーは死の床にあった。

## ヨークの焼き討ち
4月28日から30日の間で、アメリカ軍は狼藉の限りを尽くした。ある者は植民地議会の議事堂に火を付けた。アメリカ兵はそこで剥がされた頭皮を発見したとされているが、伝説ではそれが実際には議長の鬘だったとなっている。アッパー・カナダの職杖がワシントンまで持ち去られており、それが返されたのは1934年になってフランクリン・ルーズベルト大統領の善意のジェスチャーとしてだった。公式文書や新聞の印刷に使われていた「印刷所」がいたずらされ、印刷機は破壊された。空き家を略奪した兵士も居た。これはその所有者が民兵であり、降伏条件書で要求される仮釈放をまだ与えられていないというのが口実だった。ジェイムズ・ギビンスなどインディアンと関連づけられたカナダ人の家は、その所有者の状態に関わりなく略奪された。
ディアボーンはその手紙で、いかなる建物も破壊を命令したことはないと断固として否定し、残虐行為の最たるものを遺憾に思うと述べていたが、それでも兵士達を抑えられず、また進んでそうしようともしなかった。シーフは後に、アメリカ兵が略奪し廃棄した政府が所有する農機具などの物資を地元開拓者が違法に入手したと主張し、それらを元に戻すよう要求した。

## 戦いの後
アメリカ軍は捕獲した軍需物資を5月2日に送り出そうとしたが、強風のためにヨークの港で閉じこめられた。5月8日に悪天候の中でヨークを出発し、ナイアガラ半島のナイアガラ砦で休息の期間を必要とし、その後に次の行動に移る容易ができた。
シーフの部隊はキングストンまでの陸路を14日掛けて撤退し、同じくらい惨めな状態に耐えた。植民地議会の議員やその他著名な市民は、ヨークでのシーフの全般的な行動と戦闘中の行動について、シーフを酷評した。例えば、民兵隊士官チューウェットとアレン、ストラチャン牧師などは5月8日にプレボスト長官に手紙を書き、シーフが「森の中から後退した後で兵士達から遠く離れたままであり、彼等を活気づけたり鼓舞したりすることもなく、ましてや心から同類であるという個人的な行動も見せようとしなかった」と記していた。シーフはこの敗北の結果として軍隊の職もアッパー・カナダの公的な職も失った。
しかし、アメリカ軍からオンタリオ湖のプロビンシャル・マリーンに決定的なダメージを受けた訳では無かったので、優勢な敵と戦って正規兵を犠牲にするよりも、シーフがその小さな部隊を温存することで、アメリカに決定的な勝利を与えなかったことは認められた。陸軍長官のアームストロングは「イギリス軍指揮官は防衛的姿勢を強いられ、その政策をシーフが採用したものであり、指揮下の部隊を温存することを好み、中核を持ち去り殻のみを残すためにあらゆる手段を尽くしたと考えざるを得ない」と記していた。
ヨークを占領したことの最も重要な効果はおそらくエリー湖に対してのものだった。そこのイギリス戦隊に送られる筈だった軍需物資など補給品が奪われ、その結果が後のエリー湖の湖上戦における敗北に繋がったと考えられる。
現在のアメリカ陸軍には、この戦闘に参戦したアメリカ軍数個連隊の後継部隊であるとする部隊が5個存在する。
この戦争から200周年を期してロン・ウィリアムソンの指導で行われた発掘調査では、この戦闘に新しい光が当てられた。火薬の破壊とそれがアメリカ軍に及ぼした被害の証拠が出てきた。アメリカ軍は爆発の衝撃波と瓦礫が飛んでくる正にその距離にいたことが分かった。ドキュメンタリー映画『1812年爆発』では、この戦闘が以前に考えられていたよりもかなり大きな影響を与えたとしている。戦闘終了後にアメリカ軍がカナダ市民に対して行った虐待、民兵によるねばり強い抵抗、およびイギリスの象徴と建築物を燃やしたことが、カナダ人の一般的な見解を硬化させることに繋がった。

## 後の攻撃
チョウンシーとディアボーンはその後、ナイアガラ半島で起きたジョージ砦の戦いに勝利したが、サケッツ港の防衛は主に民兵からなる少数の部隊に任せたままだった。ジェイムズ・ルーカス・ヨー代将が指揮するイギリス海軍増援隊がキングストンに到着したとき、ヨーは即座にジョージ・プレボストが指揮する陸軍を乗船させ、サケッツ港を攻撃した。第二次サケッツ港の戦いでイギリス軍は撃退されたが、チョウンシーは即座に戦隊をサケッツ港に籠もらせ、それは新しいスループ・オブ・ウォーが完成した7月半ばまで続いた。
チョウンシーは7月21日に再度出撃した。その6日後にはナイアガラ川でウィンフィールド・スコット大佐の指揮する1個大隊を上陸させた。この部隊は当初オンタリオ湖の西端にあるバーリントンハイツにあったイギリス軍陣地を攻撃するつもりだったが、その守備隊が強力であり、また如何なる上陸に対しても塹壕で十分に備えていることが分かった。この部隊はイギリス軍陣地を攻撃する代わりに再度ヨークを攻撃することに決め、7月31日に町の東に上陸した。抵抗は無かった。ヨークに駐屯していたイギリス軍正規部隊はバーリントンハイツに急行していた。
アメリカ軍は兵舎を1棟焼き、平底船5隻、大砲5門、および幾らかの小麦粉を捕獲した。チョウンシーは前のヨークの戦いで略奪していた幾らかの個人資産や公共図書館の本を返却した。
1968年、オンタリオ歴史資産基金がレイクショア・ブールバード沿いのコロネーション公園展示広場入口に歴史標識を建てた。その標識には次のように書かれている。
1813年7月31日朝、アメリカ合衆国侵略艦隊が、バーリントンハイツのイギリス軍陣地への攻撃作戦を諦めた後で、ヨーク（トロント）沖に現れた。その日の午後、アメリカ兵300名がここに近い岸に上陸した。その上陸には抵抗が無かった。町にはイギリス軍正規兵が居らず、ヨークの民兵は3か月前のアメリカ軍侵略中に、その自由と引き替えに戦闘に加わらないことにしていた。侵略隊は食料や軍需物資を捕獲して船に戻った。翌日、彼等が戻ってきて貴重な物資がドン川の上流に隠されているという協力者の報告に従って調査した。その調査がうまく行かず、アメリカ兵は出発前に近くにあるジブラルターポイントの軍事施設を焼くことで満足した
.。